# David Cecil
Lord Edward Christian David Gascoyne-Cecil (Hatfield House, 9 aprile 1902 – Cranborne, 1º gennaio 1986) è stato un biografo, anglista e scrittore britannico.

## Biografia
Ultimo dei quattro figli di James Gascoyne-Cecil, IV marchese di Salisbury e Cicely Gore, nacque ad Hatfield House, nell'Hertfordshire, nel 1902. Dopo gli studi all'Eton College conseguì la laurea in storia moderna al Christ Church College dell'Università di Oxford nel 1924; dal 1924 al 1930 rimase ad Oxford come fellow del Wadham College. Dal 1939 al 1969 fu fellow del New College e successivamente ne fu Honorary Fellow; annoverò tra i propri studenti gli scrittori Kingsley Amis e John Bayley. In questo periodo si unì brevemente agli Inklings, insieme a J.R.R. Tolkien, C.S. Lewis e Owen Barfield. Nel 1947 divenne professore di retorica al Gresham College di Londra, mantenendo la carica per un anno; nel 1948 tornò a Oxford come professore di anglistica, continuando a insegnare la disciplina fino al 1970.
Nel 1929 si affermò con The Stricken Deer, una monografia sul poeta William Cowper premiata con l'Hawthornden Prize e il James Tait Black Memorial Prize; negli anni successivi ampliò i propri interessi letterari con studi sull'opera di Walter Scott, Jane Austen e degli scrittori vittoriani. Successivamente pubblicò apprezzati studi su Thomas Hardy, Shakespeare, Thomas Gray, Dorothy Osborne e Walter Pater; fu anche autore di una biografia in due volumi su William Lamb, II visconte Melbourne e di altre biografie su Walter de la Mare, Jane Austen, Charles Lamb e il suocero Desmond MacCarthy. Fu candidato due volte per il Premio Nobel per la letteratura: nel 1954 da E. M. Forster e nel 1971 da L. P. Hartley.
Nel 1932 sposò Rachel MacCarthy e la coppia ebbe tre figli, tra cui l'attore Jonathan Cecil.

## Opere
- The Stricken Deer or The Life of Cowper,1929;
- Sir Walter Scott: The Raven Miscellany,1933;
- Early Victorian Novelists: essays in revaluation 1934;
- Jane Austen,1936;
- The Young Melbourne and the Story of his Marriage with Caroline Lamb, 1939;
- The English Poets, 1941;
- The Oxford Book of Christian Verse, 1941;
- Men of the R.A.F.,1942;
- Hardy the Novelist: an Essay in Criticism,1942;
- Antony and Cleopatra, the fourth W. P. Ker memorial lecture delivered in the University of Glasgow, 4 May 1943,1944;
- Poetry of Thomas Gray, 1945;
- Two Quiet Lives 1948 ;
- Poets & Story-tellers,1949;
- Reading as One of the Fine Arts,1949;
- Lord M, or the Later Life of Lord Melbourne, 1949;
- Walter Pater, the Scholar Artist,1955;
- Augustus John: Fifty-two Drawings,1957;
- The Fine Art of Reading and Other Literary Studies,1957;
- Modern Verse in English 1900-1950, 1958;
- Max,1958
- Visionary and Dreamer : Two poetic painters, Samuel Palmer & Edward Burne-Jones,1969;
- The Bodley Head Beerbohm,1970;
- Max Beerbohm: Selected Prose,1970;
- A Choice of Tennyson's Verse,1971;
- The Cecils of Hatfield House: a Portrait of an English Ruling Family,1973;
- Walter de la Mare,1973;
- A Victorian Album: Julia Margaret Cameron and her Circle,1975;
- Library Looking-Glass: A Personal Anthology,1975;
- Lady Ottoline's Album,1976;
- A Portrait of Jane Austen,1978;
- A Portrait of Charles Lamb,1983;
- Desmond MacCarthy, the Man and His Writings,1984;
- Some Dorset Country Houses,1985;
- A Choice of Bridges's Verse,1987.

## Ascendenza
|                                                  |                                |                                       | Genitori                           |  |  | Nonni |  |  | Bisnonni                                       |  |  | Trisnonni                            |  |
|                                                  |                                |                                       |                                    |  |  |       |  |  | James Gascoyne-Cecil, II marchese di Salisbury |  |  | James Cecil, I marchese di Salisbury |  |
|                                                  |                                |                                       |                                    |  |  |       |  |  | James Gascoyne-Cecil, II marchese di Salisbury |  |  | James Cecil, I marchese di Salisbury |  |
|                                                  |                                | Mary Emily Hill                       |                                    |  |  |       |  |  | James Gascoyne-Cecil, II marchese di Salisbury |  |  |                                      |  |
| Robert Gascoyne-Cecil, III marchese di Salisbury |                                |                                       |                                    |  |  |       |  |  | James Gascoyne-Cecil, II marchese di Salisbury |  |  |                                      |  |
|                                                  |                                | Frances Gascoyne                      | Bamber Gascoyne                    |  |  |       |  |  |                                                |  |  |                                      |  |
|                                                  |                                | Frances Gascoyne                      | Bamber Gascoyne                    |  |  |       |  |  |                                                |  |  |                                      |  |
|                                                  |                                | Frances Gascoyne                      | Sarah Price                        |  |  |       |  |  |                                                |  |  |                                      |  |
| James Gascoyne-Cecil, IV marchese di Salisbury   |                                | Frances Gascoyne                      |                                    |  |  |       |  |  |                                                |  |  |                                      |  |
|                                                  |                                | Edward Hall Alderson, barone Alderson | Robert Alderson                    |  |  |       |  |  |                                                |  |  |                                      |  |
|                                                  |                                | Edward Hall Alderson, barone Alderson | Robert Alderson                    |  |  |       |  |  |                                                |  |  |                                      |  |
|                                                  |                                | Edward Hall Alderson, barone Alderson | Elizabeth Hurry                    |  |  |       |  |  |                                                |  |  |                                      |  |
| Georgina Alderson                                |                                | Edward Hall Alderson, barone Alderson |                                    |  |  |       |  |  |                                                |  |  |                                      |  |
|                                                  |                                | Georgina Drewe                        | Edward Drewe                       |  |  |       |  |  |                                                |  |  |                                      |  |
|                                                  |                                | Georgina Drewe                        | Edward Drewe                       |  |  |       |  |  |                                                |  |  |                                      |  |
|                                                  |                                | Georgina Drewe                        | Antionette Caroline Allen          |  |  |       |  |  |                                                |  |  |                                      |  |
| Edward Christian David Gascoyne-Cecil            |                                | Georgina Drewe                        |                                    |  |  |       |  |  |                                                |  |  |                                      |  |
|                                                  | Philip Gore, IV conte di Arran | William John Gore                     |                                    |  |  |       |  |  |                                                |  |  |                                      |  |
|                                                  | Philip Gore, IV conte di Arran | William John Gore                     |                                    |  |  |       |  |  |                                                |  |  |                                      |  |
|                                                  | Philip Gore, IV conte di Arran | Caroline Hales                        |                                    |  |  |       |  |  |                                                |  |  |                                      |  |
| Arthur Gore, V conte di Arran                    | Philip Gore, IV conte di Arran |                                       |                                    |  |  |       |  |  |                                                |  |  |                                      |  |
|                                                  |                                | Elizabeth Marianne Napier             | William Francis Patrick Napier     |  |  |       |  |  |                                                |  |  |                                      |  |
|                                                  |                                | Elizabeth Marianne Napier             | William Francis Patrick Napier     |  |  |       |  |  |                                                |  |  |                                      |  |
|                                                  |                                | Elizabeth Marianne Napier             | Caroline Amelia Fox                |  |  |       |  |  |                                                |  |  |                                      |  |
| Cicely Gore                                      |                                | Elizabeth Marianne Napier             |                                    |  |  |       |  |  |                                                |  |  |                                      |  |
|                                                  |                                | Robert Jocelyn, visconte Jocelyn      | Robert Jocelyn, III conte di Roden |  |  |       |  |  |                                                |  |  |                                      |  |
|                                                  |                                | Robert Jocelyn, visconte Jocelyn      | Robert Jocelyn, III conte di Roden |  |  |       |  |  |                                                |  |  |                                      |  |
|                                                  |                                | Robert Jocelyn, visconte Jocelyn      | Maria Frances Catherine Stapleton  |  |  |       |  |  |                                                |  |  |                                      |  |
| Edith Jocelyn                                    |                                | Robert Jocelyn, visconte Jocelyn      |                                    |  |  |       |  |  |                                                |  |  |                                      |  |
|                                                  |                                | Frances Cowper                        | Peter Cowper, V conte Cowper       |  |  |       |  |  |                                                |  |  |                                      |  |
|                                                  |                                | Frances Cowper                        | Peter Cowper, V conte Cowper       |  |  |       |  |  |                                                |  |  |                                      |  |
|                                                  |                                | Frances Cowper                        | Emily Mary Lamb                    |  |  |       |  |  |                                                |  |  |                                      |  |
|                                                  |                                | Frances Cowper                        |                                    |  |  |       |  |  |                                                |  |  |                                      |  |